# Lekkoatletyka na Letnich Igrzyskach Olimpijskich 1908 – bieg na 200 m mężczyzn
Bieg na 200 m mężczyzn był jedną z konkurencji lekkoatletycznych na letnich igrzyskach olimpijskich 1908 w Londynie, która odbyła się w dniach 21-23 lipca 1908. Uczestniczyło 43 zawodników z 15 krajów.

## Rekordy
Rekordy świata i olimpijskie przed rozegraniem konkurencji.
| Rekord świata     | 21,4(*)  | Jim Maybury | Chicago (USA)     | 5 czerwca 1897  |
| Rekord olimpijski | 21,6(**) | Archie Hahn | Saint Louis (USA) | August 31, 1904 |

(*) nieoficjalny na 220 jardów (= 201,17 m)
(**) na prostej drodze

## Wyniki

### Biegi eliminacyjne
Zwycięzca awansował do półfinału. Eliminacje odbyły się 21 lipca.
| Miejsce | Zawodnik     | Państwo         | Czas   |
| ------- | ------------ | --------------- | ------ |
| 1       | John George  | Wielka Brytania | 23,4 s |
| 2       | Victor Henny | Holandia        | 24,6 s |

| Miejsce | Zawodnik         | Państwo             | Czas   |
| ------- | ---------------- | ------------------- | ------ |
| 1       | Harold Huff      | Stany Zjednoczone   | 22,8 s |
| 2       | Edward Duffy     | Kolonia Przylądkowa | 23,2 s |
| 3       | Henk van der Wal | Holandia            | b.d    |
| 4       | Knut Stenborg    | Szwecja             | b.d    |

| Miejsce | Zawodnik         | Państwo           | Czas   |
| ------- | ---------------- | ----------------- | ------ |
| 1       | Patrick Roche    | Wielka Brytania   | 22,8 s |
| 2       | Lawson Robertson | Stany Zjednoczone | 23,0 s |
| 3       | Frank Lukeman    | Kanada            | b.d    |
| 4       | Evert Koops      | Holandia          | b.d    |

| Miejsce | Zawodnik        | Państwo           | Czas   |
| ------- | --------------- | ----------------- | ------ |
| 1       | Nate Cartmell   | Stany Zjednoczone | 23,0 s |
| 2       | Vilmos Rácz     | Węgry             | 23,3 s |
| 3       | Ragnar Stenberg | Finlandia         | b.d    |

| Miejsce | Zawodnik        | Państwo         | Czas   |
| ------- | --------------- | --------------- | ------ |
| 1       | Georges Malfait | Francja         | 22,6 s |
| 2       | Robert Duncan   | Wielka Brytania | 23,1 s |

| Miejsce | Zawodnik        | Państwo  | Czas   |
| ------- | --------------- | -------- | ------ |
| 1       | Sven Låftman    | Szwecja  | 23,8 s |
| 2       | Frigyes Wiesner | Węgry    | 24,0 s |
| 3       | Ernst Greven    | Holandia | b.d    |

| Miejsce | Zawodnik       | Państwo | Czas     |
| ------- | -------------- | ------- | -------- |
| 1       | Károly Radóczy | Węgry   | walkower |

| Miejsce | Zawodnik         | Państwo           | Czas   |
| ------- | ---------------- | ----------------- | ------ |
| 1       | Robert Cloughen  | Stany Zjednoczone | 23,4 s |
| 2       | Umberto Barrozzi | Włochy            | 24,1 s |

| Miejsce | Zawodnik           | Państwo         | Czas   |
| ------- | ------------------ | --------------- | ------ |
| 1       | Samuel Hurdsfield  | Wielka Brytania | 23,6 s |
| 2       | Mikhail Paskalides | Grecja          | 24,0 s |

| Miejsce | Zawodnik         | Państwo           | Czas   |
| ------- | ---------------- | ----------------- | ------ |
| 1       | William Hamilton | Stany Zjednoczone | 22,4 s |
| 2       | Louis Sebert     | Kanada            | 22,8 s |
| 3       | Henry Pankhurst  | Wielka Brytania   | b.d    |
| 4       | Pál Simon        | Węgry             | b.d    |
| 5       | Fernand Halbart  | Belgia            | b.d    |

| Miejsce | Zawodnik         | Państwo           | Czas   |
| ------- | ---------------- | ----------------- | ------ |
| 1       | Bobby Kerr       | Kanada            | 22,2 s |
| 2       | William May      | Stany Zjednoczone | 22,7 s |
| 3       | James Stark      | Wielka Brytania   | b.d    |
| 4       | Knut Lindberg    | Szwecja           | b.d    |
| 5       | Emilio Brambilla | Włochy            | b.d    |

| Miejsce | Zawodnik          | Państwo           | Czas   |
| ------- | ----------------- | ----------------- | ------ |
| 1       | Nathaniel Sherman | Stany Zjednoczone | 22,8 s |
| 2       | John Morton       | Wielka Brytania   | 23,1 s |
| 3       | Eduard Schönecker | Cesarstwo Austrii | b.d    |
| 4       | Cornelis den Held | Holandia          | b.d    |

| Miejsce | Zawodnik        | Państwo              | Czas   |
| ------- | --------------- | -------------------- | ------ |
| 1       | Lionel Reed     | Wielka Brytania      | 23,2 s |
| 2       | Arthur Hoffmann | Cesarstwo Niemieckie | 23,5 s |

| Miejsce | Zawodnik         | Państwo  | Czas     |
| ------- | ---------------- | -------- | -------- |
| 1       | Oscar Guttormsen | Norwegia | walkower |

| Miejsce | Zawodnik         | Państwo         | Czas   |
| ------- | ---------------- | --------------- | ------ |
| 1       | George Hawkins   | Wielka Brytania | 22,8 s |
| 2       | Henri Meslot     | Francja         | 23,2 s |
| 3       | Jacobus Hoogveld | Holandia        | b.d    |

### Półfinały
Półfinały zostały rozegrane 22 lipca. Zwycięzca każdego półfinału awansował do finału.
| Miejsce | Zawodnik         | Państwo           | Czas   |
| ------- | ---------------- | ----------------- | ------ |
| 1       | Bobby Kerr       | Kanada            | 22,6 s |
| 2       | William Hamilton | Stany Zjednoczone | 22,7 s |
| 3       | Károly Radóczy   | Węgry             | 22,8 s |
| 4       | Oscar Guttormsen | Norwegia          | b.d    |

| Miejsce | Zawodnik          | Państwo           | Czas   |
| ------- | ----------------- | ----------------- | ------ |
| 1       | Nate Cartmell     | Stany Zjednoczone | 22,6 s |
| 2       | Nathaniel Sherman | Stany Zjednoczone | 22,9 s |
| 3       | Harold Huff       | Stany Zjednoczone | 23,0 s |

| Miejsce | Zawodnik          | Państwo           | Czas   |
| ------- | ----------------- | ----------------- | ------ |
| 1       | Robert Cloughen   | Stany Zjednoczone | 22,6 s |
| 2       | Lionel Reed       | Wielka Brytania   | 22,8 s |
| 3       | John George       | Wielka Brytania   | b.d    |
| 4       | Samuel Hurdsfield | Wielka Brytania   | b.d    |

| Miejsce | Zawodnik        | Państwo         | Czas   |
| ------- | --------------- | --------------- | ------ |
| 1       | George Hawkins  | Wielka Brytania | 22,6 s |
| 2       | Patrick Roche   | Wielka Brytania | 22,6 s |
| 3       | Georges Malfait | Francja         | b.d    |
| –       | Sven Låftman    | Szwecja         | DNS    |

### Finał
Finał został rozegrany 23 lipca.
| Miejsce | Zawodnik        | Państwo           | Czas   |
| ------- | --------------- | ----------------- | ------ |
| 1       | Bobby Kerr      | Kanada            | 22,6 s |
| 2       | Robert Cloughen | Stany Zjednoczone | 22,6 s |
| 3       | Nate Cartmell   | Stany Zjednoczone | 22,7 s |
| 4       | George Hawkins  | Wielka Brytania   | 22,9 s |